# آق‌قویونلو، چوپان‌لار
اکویانلو، سابانلار (به لاتین: Akkoyunlu, Çobanlar) یک منطقهٔ مسکونی در ترکیه است که در استان افیون قره‌حصار واقع شده‌است.